# Cattedrale dello Spirito Santo (Istanbul)
La cattedrale dello Spirito Santo (in turco: Saint Esprit Kilisesi) è la cattedrale cattolica di Istanbul, in Turchia, ed è sede del vicariato apostolico di Istanbul. Si trova nel quartiere di Pangaltı, distretto di Şişli, in Cumhuriyet Caddesi, 205/B, tra Piazza Taksim e Nişantaşı.

## Storia

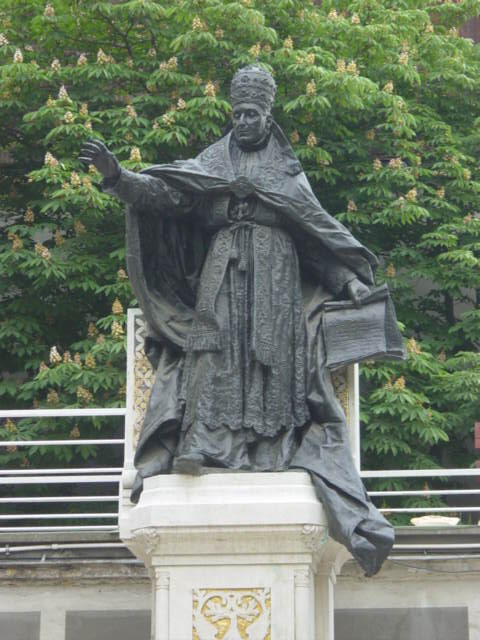
Statua di papa Benedetto XV nel cortile della cattedrale

La chiesa è stata costruita in stile barocco nel 1846 sotto la direzione degli architetti Giuseppe Fossati e Julien Hillereau. La chiesa è stata elevata al rango di cattedrale nel 1876. La cattedrale dello Spirito Santo è stata visitata dai papi Paolo VI, Giovanni Paolo II, Benedetto XVI e Francesco durante i loro viaggi in Turchia. Una statua di Papa Benedetto XV si trova nel cortile della cattedrale. La tela sull'altare maggiore è stata dipinta dal pittore palermitano Giuseppe Carta su incarico del vescovo francescano Giuseppe Salamandari tra il 1877 ed il 1878.
Giuseppe Donizetti, musicista alla corte del sultano ottomano Mahmud II, è sepolto nella cripta della chiesa.